# 李忠吉
李 忠吉（リ・チュンギル、朝鮮語: 리충길）は、朝鮮民主主義人民共和国の政治家。国家科学技術委員会委員長、朝鮮労働党中央委員会委員、朝鮮労働党科学教育部長を歴任した。

## 経歴
出生地や生年月日は不明。2016年5月9日に開催された朝鮮労働党第7次大会で朝鮮労働党中央委員会委員候補に選出され、6月に最高人民会議13期代議員に補選された。同年9月29日に行われた韓国統一部の発表によると、同年8月時点で国家科学技術委員会委員長に任命されていたことが判った。
2019年3月10日に実施された最高人民会議第14期代議員選挙で代議員に再選され、4月11日に開催された最高人民会議第14期第1回会議で国家科学技術委員会委員長に再任された。同年4月10日に開催された朝鮮労中央委員会第7期第4回総会で党中央委員会委員に補選された。
2021年1月5日から開催された朝鮮労働党第8次大会で朝鮮労働党中央委員会委員に再選され、2022年6月11日に開催された朝鮮労働党中央委員会第8期第5回総会拡大会議で国家科学技術委員会委員長に代わり、朝鮮労働党科学教育部長に任命された。その後、新型コロナウイルス防疫部門関係者と金正恩総書記との記念撮影に同席するなど、防疫関係の行事に出席するようになる。しかし、2023年3月1日に開催された党中央委員会第8期第14回政治局会議で党科学教育部長を解任された。

## 参考サイト
- 북한정보포털

| 先代太炯哲 | 朝鮮労働党科学教育部長2022年 - 2023年 | 次代崔東明 |

| 先代崔相建 | 国家科学技術委員会委員長2016年 - 2022年 | 次代リ・ドゥイル |